# دنكان تروسيل
تشارلز دنكان تروسيل (بالإنجليزية: Duncan Trussell)‏ هو ممثل، ممثل صوت وكوميدي أمريكي، عرف ببودكاسته «ساعة عائلة دنكان تروسيل» وأيضا بمسلسل نتفليكس «إنجيل منتصف الليل» وغيرها.

## المسار المهني
دنكان تروسيل كوميدي، مدون صوتي،كاتب وممثل. كتب وظهر بالعديد من الأعمال الكوميدية كموسمين من «ستوبيد فايس»، «لا لا لاند»، «نيك سواردسونز بريتيند تايم» وكذلك في «فاني أور داي بريزينتس» لإتش بي أو.
يجول البلد ككوميدي، ولقد أدى فقط في مهرجان «لافس» ومهرجان «مون تاور كوميدي».
كما قام دنكان بالأداء الصوتي لشخصية «دايف» العثة التي تجرب النيون لأول مرة في حلقة من عرض إتش بي أو بمسلسلهم الكرتوني «حيوانات».

## الحياة الشخصية
في 14 ديسمبر 2012، أعلن تروسيل أنه مصاب بسرطان الخصية وتم بعد ذلك علاجه بنجاح.
واعد تروسيل كلا من «ماري لين رايجسكب» و «ناتاشا ليغيرو».
بالسابع والعشرين من يونيو 2018، أعلن تروسيل ب«ذا جو روغان إكسبيرينس» أنه سيصبح أبا.

## روابط خارجية
- دنكان تروسيل على موقع IMDb (الإنجليزية)
- دنكان تروسيل على موقع ألو سيني (الفرنسية)
- دنكان تروسيل على موقع ميوزك برينز (الإنجليزية)